# David O. Russell
David Owen Russell (Nueva York, 20 de agosto de 1958) es un director, guionista y productor estadounidense de cine y televisión. Candidato al premio Óscar y ganador de un Globo de Oro, ha dirigido películas como Tres reyes (1999), I Heart Huckabees (2004) y The Fighter (2010). En varias ocasiones ha tenido problemas, durante los rodajes, con los actores implicados en sus proyectos cinematográficos. Asimismo, en diciembre de 2011 el director se vio involucrado en un escándalo por una acusación de abuso sexual. Según el Chicago Tribune, la sobrina transgénero de Russell presentó un informe policial contra su tío por manosearla mientras estaban en un gimnasio. El director admitió los hechos en un informe policial.

## Primeros años
David Owen Russell nació el 20 de agosto de 1958 en la ciudad de Nueva York, Estados Unidos. Su padre era judío y su madre era de ascendencia italiana. Acudió durante su adolescencia a la Mamaroneck High School en Nueva York. Se graduó en el Amherst College en 1991 en ciencias políticas e inglés. Formó parte del jurado del Festival de Cine de Sundance en 2003. Contrajo matrimonio con la productora Janet Grillo en 1992, con la que tiene un hijo, y de la que se divorció en 2007.

## Carrera
Su debut en el cine se produjo con el cortometraje Bingo Inferno: A Parody on American Obsessions (1987), aunque su primera película de éxito (y su primer largometraje) fue Spanking the Monkey, de 1994. Posteriormente llegaría la comedia Flirting with Disaster (1996), que también escribió y que estuvo protagonizada por Ben Stiller y Téa Leoni. En 1999 trabajó con George Clooney y Mark Wahlberg en Tres reyes, siendo nuevamente escrita por él mismo y actualmente su película mejor valorada por la prensa especializada. Su siguiente trabajo fue I Heart Huckabees (2004), en la que contó de nuevo con Mark Wahlberg y donde también aparecían otros actores conocidos como Dustin Hoffman, Naomi Watts y Jude Law. Este largometraje fue el que dio a conocer en la gran pantalla al ahora conocido actor cómico Jonah Hill. Ese mismo año produjo la cinta protagonizada por Will Ferrell Anchorman: The Legend of Ron Burgundy. Volvió a coincidir con Wahlberg en el drama The Fighter (2010), por el que fue candidato al Óscar al mejor director y al Globo de Oro al mejor director. Esta película se convirtió en su filme más taquillero hasta la fecha como director. Aparte de Wahlberg, con quien haría su tercera y última colaboración hasta la fecha, la cinta la protagonizaron Christian Bale (ganador del Óscar al mejor actor de reparto gracias a su actuación) y Amy Adams. En 2012 estrenó Silver Linings Playbook, protagonizada por Jennifer Lawrence y Bradley Cooper, cosechando gran éxito. Esta cinta tuvo buena acogida por parte del público, de la crítica y de la Academia, que otorgó a Jennifer Lawrence el Óscar a la mejor actriz. El 13 de diciembre de 2013 se estrenó American Hustle, donde cuenta con los protagonistas de sus dos anteriores películas, Christian Bale y Amy Adams, de The Figther, y Jennifer Lawrence y Bradley Cooper, de Silver Linings Playbook, además de Jeremy Renner. Su siguiente película, Joy (2015), de nuevo escrita por él, junto a Annie Mumolo, contó con un reparto integrado por Jennifer Lawrence, Bradley Cooper, Robert De Niro y Edgar Ramírez.
También en 2015 se estrenó Accidental Love, una comedia romántica protagonizada por Jessica Biel, Jake Gyllenhaal, Kirstie Alley, James Marsden y Catherine Keener. Esta cinta llevaba varios años en producción, y debido a numerosos retrasos por problemas de financiamiento Russell abandonó el proyecto, por lo que aparece acreditado bajo un seudónimo, Stephen Greene.
En 2022, Russell estrenó Amsterdam, una cinta de comedia dramática protagonizada por Christian Bale, Margot Robbie y John David Washington.

## Filmografía
| Año  | Título                                         | Rol      | Rol       | Rol       | Notas |
| Año  | Título                                         | Director | Guionista | Productor | Notas |
| ---- | ---------------------------------------------- | -------- | --------- | --------- | --- |
| 1987 | Bingo Inferno: A Parody on American Obsessions | Sí       | Sí        | No        | |
| 1990 | Hairway to the Stars                           | Sí       |           |           | |
| 1994 | Spanking the Monkey                            | Sí       | Sí        | No        | |
| 1996 | Flirting with Disaster                         | Sí       | Sí        |           | |
| 1999 | Tres reyes                                     | Sí       | Sí        |           | |
| 2002 | The Slaughter Rule                             |          |           | No        | |
| 2004 | Anchorman: The Legend of Ron Burgundy          |          |           | No        | |
| 2004 | I Heart Huckabees                              | Sí       | Sí        | No        | |
| 2004 | Soldiers Pay                                   | Sí       |           | No        | También trabajó como operador de cámara                                                                        |
| 2004 | Wake Up, Ron Burgundy: The Lost Movie          |          |           | No        | |
| 2009 | Outer Space Astronauts                         |          |           | Sí        | Cinco episodios: «Undies», «Diplomatic Hat», «Of Cannibals and Cuddlepuffs», «Vast Emptiness» y «One Year Ago» |
| 2010 | The Fighter                                    | Sí       |           |           | |
| 2012 | Silver Linings Playbook                        | Sí       | Sí        |           | |
| 2012 | Uncharted: Drake's Fortune                     | No       | No        |           | |
| 2013 | American Hustle                                | Sí       | Sí        |           | |
| 2015 | Joy                                            | Sí       | Sí        | Sí        | |
| 2015 | Accidental Love                                | Sí       | Sí        |           | |
| 2022 | Amsterdam                                      | Sí       | Sí        | Sí        | |

## Premios y distinciones
Premios Óscar
| Año  | Categoría            | Película                | Resultado |
| ---- | -------------------- | ----------------------- | --------- |
| 2011 | Mejor director       | The Fighter             | Nominado  |
| 2013 | Mejor director       | Silver Linings Playbook | Nominado  |
| 2013 | Mejor guion adaptado | Silver Linings Playbook | Nominado  |
| 2014 | Mejor director       | American Hustle         | Nominado  |
| 2014 | Mejor guion original | American Hustle         | Nominado  |

Globo de Oro
| Año  | Categoría                        | Película                | Resultado |
| ---- | -------------------------------- | ----------------------- | --------- |
| 2010 | Mejor director                   | The Fighter             | Nominado  |
| 2012 | Mejor guion                      | Silver Linings Playbook | Nominado  |
| 2013 | Mejor guion                      | American Hustle         | Nominado  |
| 2013 | Mejor director                   | American Hustle         | Nominado  |
| 2013 | Mejor película Comedia o musical | American Hustle         | Ganador   |

Premios BAFTA
| Año  | Categoría            | Película                | Resultado |
| ---- | -------------------- | ----------------------- | --------- |
| 2012 | Mejor guion adaptado | Silver Linings Playbook | Ganador   |
| 2013 | Mejor director       | American Hustle         | Nominado  |
| 2013 | Mejor guion original | American Hustle         | Ganador   |